# BRIT Awards 2010
Die BRIT Awards 2010 wurden am 16. Februar 2010 im Londoner Earls Court verliehen. Es war das letzte Mal, dass die Awards dort verliehen wurden. Die Moderation übernahm Peter Kay.
Erfolgreichste Künstlerin mit drei gewonnenen Preisen war Lady Gaga. Die meisten Nominierungen mit je drei Stück waren Florence + the Machine, JLS, Lady Gaga,  Lily Allen und Pixie Lott.
Der Award wurde in diesem Jahr von Vivienne Westwood gestaltet.
Mit 5,8 Millionen Zuschauern hatte die Veranstaltung mehr Zuschauer als das Jahr vorher.

## Kontroversen
Liam Gallagher musste den Preis für das beste Album der letzten 30 Jahre, der an Oasis’ Album (What’s the Story) Morning Glory? ging, alleine abholen, da sein Bruder Noel Gallagher nach einem Streit im Jahr zuvor die Band verlassen hatte. Bei der Übergabe und der anschließenden Rede fluchte er so heftig, dass das britische Fernsehen einen Großteil seiner Rede mit Pieptönen unterlegte. Außerdem warf er am Ende mit dem Mikrofon ins Publikum.
Ebenfalls an Höflichkeit ließen es die beiden Spice Girls Melanie B und Geri Halliwell vermissen, die bei der Übergabe des Preises für Wannabe als die beste britische Darbietung der letzten 30 Jahre vergaßen, ihre ehemaligen Bandmitglieder Victoria Beckham, Melanie C und Emma Bunton zu erwähnen.

## Liveauftritte
| Künstler                             | Lieder |
| ------------------------------------ | --- |
| Lily Allen                           | The Fear |
| JLS                                  | Beat Again |
| Kasabian                             | Fire |
| Lady Gaga                            | Telephone Dance in the Dark |
| Florence + the Machine Dizzee Rascal | You Got the Dirtee Love |
| Jay-Z Alicia Keys                    | Empire State of Mind |
| Cheryl                               | Fight for This Love |
| Robbie Williams                      | Bodies Let Me Entertain You Feel Supreme Millennium Come Undone Morning Sun You Know Me No Regrets Angels Everything Changes Rock DJ Rudebox |

## Gewinner und Nominierte
| British Album | British Single |
| --- | --- |
| - Florence + the Machine – Lungs - Dizzee Rascal – Tongue n' Cheek - Kasabian – West Ryder Pauper Lunatic Asylum - Lily Allen – It’s Not Me, It’s You - Paolo Nutini – Sunny Side Up | - JLS – Beat Again - Alesha Dixon – Breathe Slow - Alexandra Burke (featuring Flo Rida) – Bad Boys - Cheryl Cole – Fight for This Love - Joe McElderry – The Climb - La Roux – In for the Kill - Lily Allen – The Fear - Pixie Lott – Mama Do (Uh Oh, Uh Oh) - Taio Cruz – Break Your Heart - Tinchy Stryder (featuring N-Dubz) – Number 1 |
| British Male | British Female |
| - Dizzee Rascal - Calvin Harris - Mika - Paolo Nutini - Robbie Williams | - Lily Allen - Bat for Lashes - Florence + the Machine - Leona Lewis - Pixie Lott |
| British Group | British Newcomer |
| - Kasabian - Doves - Friendly Fires - JLS - Muse | - JLS - Florence + the Machine - Friendly Fires - La Roux - Pixie Lott |
| International Male | International Female |
| - Jay-Z - Bruce Springsteen - Eminem - Michael Bublé - Seasick Steve | - Lady Gaga - Ladyhawke - Norah Jones - Rihanna - Shakira |
| International Newcomer | International Album |
| - Lady Gaga - Animal Collective - Daniel Merriweather - Empire of the Sun - Taylor Swift                                                                                             | - Lady Gaga – The Fame - Animal Collective – Merriweather Post Pavilion - The Black Eyed Peas – The E.N.D. - Empire of the Sun – Walking on a Dream - Jay-Z – The Blueprint 3 |

Critics’ Choice:
- Ellie Goulding
- Marina and the Diamonds
- Delphic

Outstanding Contribution to Music:
- Robbie Williams

Special Awards:
| BRITs Hits 30 – Best Live Performance at the BRIT Awards | BRITs Album of 30 Years |
| --- | --- |
| - Spice Girls – Wannabe / Who Do You Think You Are - The Who – Who Are You - Bros – I Owe You Nothing - Pet Shop Boys – Go West - Take That – The Beatles Medley - Michael Jackson – Earth Song - Bee Gees – Stayin’ Alive / How Deep Is Your Love - Robbie Williams und Tom Jones – The Full Monty Medley - Eurythmics und Stevie Wonder – There Must Be an Angel (Playing with My Heart) - Kylie Minogue – Can’t Get You Out of My Head - Coldplay – Clocks - Scissor Sisters – Take Your Mama - Kanye West – Gold Digger - Paul McCartney and the Wings – Live and Let Die - Girls Aloud – The Promise | - Oasis – (What’s the Story) Morning Glory? - Coldplay – A Rush of Blood to the Head - Dido – No Angel - Dire Straits – Brothers in Arms - Duffy – Rockferry - Keane – Hopes and Fears - Phil Collins – No Jacket Required - Sade – Diamond Life - The Verve – Urban Hymns - Travis – The Man Who |